# Festy Ebosele
Festy Ebosele (Enniscorthy, 2 de agosto de 2002) es un futbolista irlandés de ascendencia nigeriana que juega en la demarcación de defensa para el Estambul Başakşehir F. K. de la Superliga de Turquía.

## Selección nacional
Tras jugar con la selección de fútbol sub-16 de Irlanda, la sub-17, la sub-19 y la selección de fútbol sub-21 de Irlanda, finalmente hizo su debut con la selección absoluta el 7 de septiembre de 2023 en un partido de clasificación para la Eurocopa 2024 contra Francia que finalizó con un resultado de 2-0 a favor del combinado francés tras los goles de Aurélien Tchouaméni y Marcus Thuram.

## Clubes
| Club                      | País       | Año       | Partidos | Goles |
| ------------------------- | ---------- | --------- | -------- | ----- |
| Derby County F. C.        | Inglaterra | 2021-2022 | 41       | 2     |
| Udinese Calcio            | Italia     | 2022-2024 | 50       | 0     |
| Watford F. C. (cedido)    | Inglaterra | 2024-2025 | 19       | 1     |
| Estambul Başakşehir F. K. | Turquía    | 2025-     | 7        | 0     |